# Johann Baumgartner
Johann Baptist Baumgartner (även Baumgärtner), född 1723 i Augsburg, död 18 maj 1782 i Eichstätt, var en tysk cellist och tonsättare. 
Baumgartner var anställd vid hovet i Augsburg. Från 1768 gjorde han en rad konsertturnéer till bland annat England, Holland, Sverige, Danmark och i Tyskland. Han bodde en tid i Amsterdam och gav ut en lärobok i cellospel med titeln "Instructions de musique, théorique et pratique, à l’usage du violoncelle."
År 1775 erbjöds han en plats i Hovkapellet i Stockholm, en tjänst som han dock inte tillträdde. År 1776 invaldes han som utländsk ledamot nr.3 av Kungliga Musikaliska Akademien.